# Coupe Kirin 1993
La Kirin Cup 1993 est la quatorzième édition de la Coupe Kirin. Elle se déroule en mars 1993, au Japon. Le tournoi se déroule entre la Hongrie, les États-Unis et le Japon.

## Résultats
| 7 mars 1993 | Japon | 0 – 1 | Hongrie     | Fukuoka                                    |                                            |
|             |       |       | Kiprich 47e | Spectateurs : 30 000 Arbitrage : Majid Jay | Spectateurs : 30 000 Arbitrage : Majid Jay |

| 10 mars 1993 | Hongrie | 0 – 0 | États-Unis | Nagoya                                            |
|              |         |       |            | Spectateurs : 12 500 Arbitrage : Shinichiro Obata |

| 14 mars 1993 | Japon                            | 3 – 1 | États-Unis | Tokyo                                           |                                                 |
|              | Miura 36e 80e · Lapper 68e (csc) |       | Perez 23e  | Spectateurs : 48 000 Arbitrage : Gwang-Taek Kim | Spectateurs : 48 000 Arbitrage : Gwang-Taek Kim |

## Tableau
| Équipe     | Pts | J | V | N | D | Bp | Bc | Dif |
| ---------- | --- | - | - | - | - | -- | -- | --- |
| Hongrie    | 4   | 2 | 1 | 1 | 0 | 1  | 0  | +1  |
| Japon      | 3   | 2 | 1 | 0 | 1 | 3  | 2  | +1  |
| États-Unis | 1   | 2 | 0 | 1 | 1 | 1  | 3  | -2  |

## Vainqueur
| Vainqueur Kirin Cup 1993 Hongrie 1er titre |